# Ochiai Naobumi
En aquest nom japonès, el cognom és Ochiai.
Ochiai Naobumi (落合直文, 1861-1903) va ser un poeta de tanka japonès i acadèmic de literatura japonesa.
Va néixer a Matsuiwai el 1861, a la llavors província de Rikuzen (avui prefectura de Miyagi), al nord del Japó. Va ser adoptat per la família Ochiai el 1878, quan estudiava a l'escola del seu santuari xintoista. El 1881 va anar a estudiar a Tòquio, on va esdevenir professor a la Universitat de Tòquio. El primer poema que va publicar va ser Kōjo Shiragiku no uta (1888), que donar el tret de sortida a la seva popularitat com a poeta dintre del «nou estil». Com a tal, es tractava d'un poema originalment escrit en xinès per Inoue Tetsujirō, traduït al japonès per Ochiai. Com a acadèmic és fundador del domini dels estudis de literatura nacional a la universitat; en un dels seus assaig explicava el que ell veia com un triomf de la llengua poètica japonesa per sobre de la xinesa, que havia de resultar en l'augment del sentiment d'identitat nacional japonès. El 1893 va ser fundador d'Asakasha, una associació de poetes de tanka. Va dedicar-se a la renovació de l'estil waka tradicional i va donar suport a poetes tanka contemporanis, com Yosano Tekkan i Onoe Saishū. Escrigué utilitzant Haginoya com a pseudònim. Entre les seves obres hi ha Shinsen katen (1891), un llibre de text sobre poesia tanka, i Haginoya Ikō (1904), una col·lecció de tankes.